# Deuterovaný dimethylsulfoxid
Deuterovaný dimethylsulfoxid (též označovaný jako dimethylsulfoxid-d6, je izotopolog dimethylsulfoxidu (DMSO, (CH3)2S=O)) se vzorcem (CD3)2S=O, ve kterém jsou všechny atomy vodíku tvořeny deuteriem (D). Používá se jako rozpouštědlo v NMR.

## Výroba
Deuterovaný DMSO se vyrábí zahříváním DMSO v těžké vodě (D2O) za přítomnosti zásaditého katalyzátoru, například oxidu vápenatého. Aby měla přeměna na d6 co nejvyšší účinnost, tak je třeba vznikající vodu odstraňovat a nahrazovat D2O.

## Použití

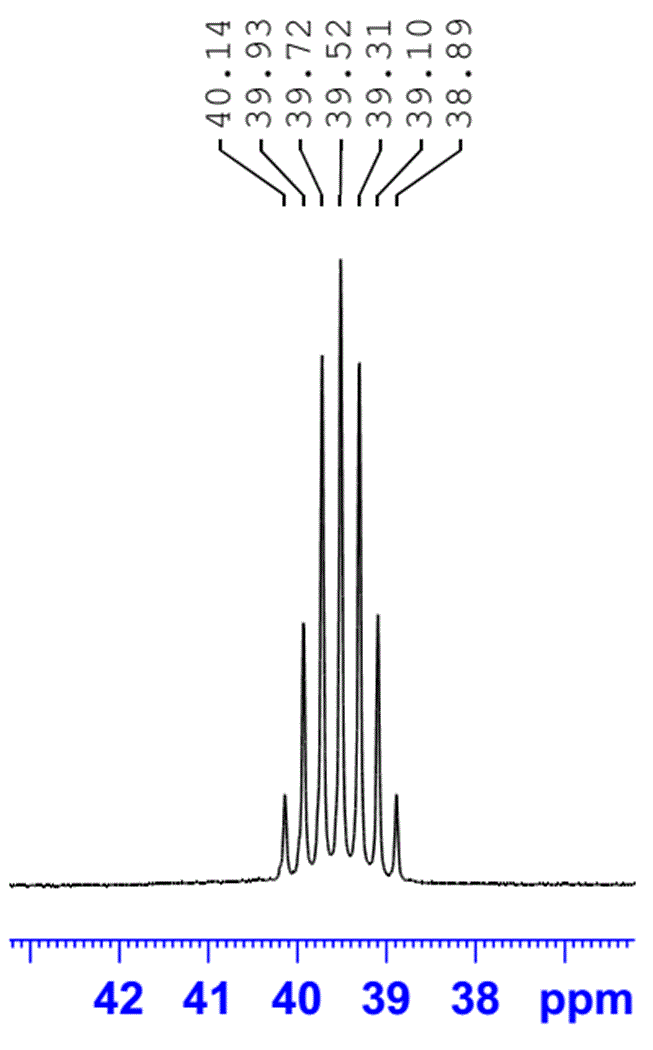
^{13}C NMR spektrum DMSO-d_{6}

Čistý deuterovaný DMSO nevykazuje při 1H NMR žádný signál a je tak pro tuto metodu vhodným rozpouštědlem; průmyslově vyráběný ale obvykle obsahuje příměs DMSO-d5, který má 1H NMR signál na 2,50 ppm (kvintet, JHD=1,9Hz). Chemický posun DMSO-d6 v 13C NMR má hodnotu 39,52 ppm (septet).